# 何依霈
何依霈（1980年8月9日—），本名羅玉倫，台灣女演員、配音員，童星出身，於2018年起擔任日式餐廳MURA36老闆娘，2019年改名MURA餐酒館，因新冠肺炎疫情加上健康因素，2022年5月31日結束營業，餐廳頂讓，改名「MURA輝葉—Bistro」餐酒館。

## 個人生活
- 父親羅文忠是著名閩南語劇製作人。
- 妹妹是演員羅巧倫。
- 2023年在11月11日官宣与交往1年的龍語申，登記結婚

## 作品

### 戲劇
| 年份   | 頻道         | 劇名                           | 角色          |
| ------ | ------------ | ------------------------------ | ------------- |
| 1989年 | 台視         | 《媽祖外傳》                   | 陳靜娘(童年)  |
| 1989年 | 台視         | 《佳人有約》                   | 陳曉蓉        |
| 1990年 | 台視         | 《三媽再生》                   | 玉惜          |
| 1991年 | 台視         | 《碧海情天》                   | 岳瑛(童年)    |
| 1991年 | 台視         | 《媽祖過台灣》                 | 小雲龍女      |
| 1992年 | 台視         | 《七仙女》                     | 小福          |
| 1995年 | 台視         | 《千里眼順風耳》               | 劉靜娘        |
| 1996年 | 台視         | 《中國民間故事》               | 非單一角色    |
| 1997年 | 民視         | 《媽媽請你也保重》             | 林素惠廖文英  |
| 1998年 | 民視         | 《舉頭三尺有神明－心魔》       | 李春來        |
| 2000年 | 三立台灣台   | 《阿扁與阿珍》                 | 吳奕霏        |
| 2001年 | 民視         | 《人間劇場大輪迴－白賊的月娘》 | 李麗心        |
| 2001年 | 台視         | 《唐伯虎點秋香》               | 銀雀          |
| 2002年 | 中視         | 《冤家拼親家》                 | 何碧珠        |
| 2003年 | TVBS歡樂台   | 《七年級生》                   | 姚瑤          |
| 2003年 | 三立台灣台   | 《台灣霹靂火》                 | 羅玉玲        |
| 2003年 | 《戲說台灣》 | 非單一角色                     |               |
| 2003年 | 民視         | 《藍色水玲瓏》                 | 非單一角色    |
| 2003年 | 民視         | 《新玫瑰瞳鈴眼－色女謎情》     | 陳美玉        |
| 2004年 | 八大第一台   | 《第一劇場》                   | 非單一角色    |
| 2007年 | 中視         | 《豪門本色》                   | 何美香        |
| 2008年 | 公視         | 《我的這一班》                 | 何思卉        |
| 2008年 | 鳳凰台       | 《YEAH》                       | 雯雯          |
| 2008年 | TVBS歡樂台   | 《幸福的抉擇》                 | 粉圓          |
| 2008年 | 大愛電視台   | 《有你真好》                   | 董慧慧        |
| 2009年 | 大愛電視台   | 《陽光總在風雨後》             | 陳宜君        |
| 2010年 | 大愛電視台   | 《我的尪我的某》               | 潘碧嬋        |
| 2010年 | 大愛電視台   | 《戀戀情深》                   | 楊晶貞        |
| 2011年 | 大愛電視台   | 《讓愛飛翔》                   | 李岱璇        |
| 2011年 | 大愛電視台   | 《意外的旅程》                 | 陳馨汝        |
| 2012年 | 大愛電視台   | 《幸福尋寶站》                 | 阿桃          |
| 2012年 | 公視         | 《歌謠風華-初聲》              | 青春美        |
| 2012年 | 大愛電視台   | 《老人老車老朋友》             | 楊蘭芬        |
| 2012年 | 三立台灣台   | 《天下女人心》                 | 孫雪兒        |
| 2013年 | 緯來綜合台   | 《便利人生》                   | 梁惠如        |
| 2013年 | 三立台灣台   | 《戲說台灣－包公判陰陽》       | 王春梅        |
| 2014年 | 三立台灣台   | 《世間情》                     | 洪玫瑰        |
| 2015年 | 大愛電視台   | 《春子》                       | 春子          |
| 2015年 | 大愛電視台   | 《月娘》                       | 薛善美        |
| 2015年 | 華視         | 《家政婦物語》                 | 馮淑媛        |
| 2016年 | 台視         | 《天若有情》                   | 鍾燕燕        |
| 2016年 | 大愛電視台   | 《阿燕》                       | 賴麗音        |
| 2017年 | 三立台灣台   | 《甘味人生》                   | 何超黛        |
| 2017年 | 大愛電視台   | 《稻香家味》                   | 許玉玲        |
| 2017年 | 華視         | 《春風愛河邊》                 | 蔡美秀        |
| 2018年 | 三立台灣台   | 《金家好媳婦》                 | 林美姝        |
| 2019年 | 三立台灣台   | 《炮仔聲》                     | 陳唯欣(Chloe) |
| 2019年 | 公視         | 《糖糖Online》                 | 黃秀蘭        |
| 2020年 | 民視         | 《無主之子》                   | 林母          |
| 2020年 | 台視         | 《生生世世》                   | 周惠子        |
| 2020年 | 大愛電視台   | 《歲歲年年》                   | 魏碧惠        |
| 2021年 | 東森戲劇台   | 《王牌辯護人》                 | 李錦玉        |
| 2021年 | 民視         | 《多情城市》                   | 蔡金枝        |
| 2022年 | 三立台灣台   | 《一家團圓》                   | 曹鳳(Dianna)  |
| 2023年 | 大愛電視台   | 《早點回家》                   | Maggie        |
| 2024年 | 三立台灣台   | 《願望》                       | 高愛倫        |
| 2025年 | 大愛電視台   | 《生日快樂》                   | 吳姊          |

#### 配音
- 2003年：TVBS歡樂台《當四葉草碰上劍尖時》－鄭嘉南（黃婉佩）飾
- 2011年：八大電視台《旋風管家》－小芷（朴信惠）飾
- 2012年：八大電視台《絕對達令》－官筱菲（具惠善）飾

#### 舞台劇
- 2011年：當岳母刺字時 媳婦是不贊成的！（全民大劇團）
- 2012年：當岳母刺字時 媳婦是不贊成的！（全民大劇團） 飾 岳雲妻子

### 主持
- 娛樂空間（TVBS-G代班主播）
- 魔術空間設計（小當家主持）
- 食餓不赦（臉書直播節目）

## 獎項紀錄

### 電視金鐘獎
| 年 份  | 頒獎典禮     | 獎 項            | 劇 名                                          | 角 色  | 結 果 |
| 2009年 | 第44屆金鐘獎 | 戲劇節目女配角獎 | 《大愛真善美劇場：回家系列－有你真好》大愛電視 | 董慧慧 | 入圍  |

## 外部連結
- 何依霈的新浪微博
- 何依霈的Facebook專頁
- 何依霈的Instagram帳戶